# Jagdstaffel 58
La Jagdstaffel 58 (in tedesco: Königlich Preußische Jagdstaffel Nr 58, abbreviato in Jasta 58) era una squadriglia (staffel) da caccia della componente aerea del Deutsches Heer, l'esercito dell'Impero tedesco, durante la prima guerra mondiale (1914-1918).

## Storia
La Jagdstaffel 58 venne fondata presso la scuola di addestramento piloti e osservatori di Thorn il 6 gennaio 1918. La nuova squadriglia diventò operativa il 20 gennaio e 4 giorni dopo fu assegnata alla 2ª Armata. Il 1º febbraio 1918 fu posta a supporto della 17ª Armata e si unì al Jagdgruppe Sud. il 17 febbraio prese parte per la prima volta ad una missione aerea. Il 2 aprile 1918 la squadriglia fu trasferita a supporto della 6ª Armata dove ottennero le prime 2 vittorie aeree l'11 aprile. Due giorni dopo venne trasferita alla 4ª Armata. Il 6 giugno 1918 la squadriglia venne incorporata nel Jagdgruppe 7 sotto il comando di Emil Thuy al servizio della 2ª Armata. Il 7 luglio la Jasta 58 venne ancora una volta spostata e questa volta a supporto della 1ª Armata. Il 19 agosto 1918 ricevette la destinazione finale a supporto della 17ª Armata che manterrà fino alla fine della guerra.
Hermann Martini fu l'ultimo Staffelführer (comandante) della Jagdstaffel 58 dal giugno 1918 fino alla fine della guerra.
Alla fine della prima guerra mondiale alla Jagdstaffel 58 vennero accreditate 24 vittorie aeree, di cui 9 per l'abbattimento di palloni da osservazione. Di contro, la Jasta 58 perse 5 piloti oltre a 2 piloti feriti in azione e 1 ferito in incidente aereo.

## Lista dei comandanti della Jagdstaffel 58
Di seguito vengono riportati i nomi dei piloti che si succedettero al comando della Jagdstaffel 58.
| Grado    | Nome            | Periodo                           |
| -------- | --------------- | --------------------------------- |
|          | Hermann Martini | 6 gennaio 1918 – 2 aprile 1918    |
|          | Albert Dietlen  | 2 aprile 1918 – 12 aprile 1918    |
| Leutnant | Wendland        | 12 aprile 1918 – 17 aprile 1918   |
|          | Hermann Martini | 17 aprile 1918 – 10 giugno 1918   |
| Leutnant | Wendland        | 10 giugno 1918 – 22 giugno 1918   |
|          | Hermann Martini | 22 giugno 1918 – 11 novembre 1918 |

## Lista delle basi utilizzate dalla Jagdstaffel 58
- Émerchicourt, Francia: 24 gennaio 1918
- Aniche, Francia: marzo 1918
- Ascq, Francia: 2 aprile 1918
- Lomme, Francia: 11 aprile 1918 – 13 aprile 1918
- Koekhoek: 13 aprile 1918
- Ennemain, Francia: 6 giugno 1918
- Neuflize: 9 luglio 1918
- Aniche: 19 agosto 1918
- Beuvry, Francia
- Chièvres, Belgio
- Champles